# إريك مولر (مهندس معماري)
إريك مولر (بالدنماركية: Erik Møller)‏ هو مهندس معماري دنماركي، ولد في 7 نوفمبر 1909 في آرهوس في الدنمارك، وتوفي في 24 مارس 2002.